# 龔俊
龚俊（1992年11月29日—），四川成都人，中国男演员。2015年，出演古装网络剧《刀剑缭乱》而进入中国演艺圈。2020年因主演校园剧《致我们甜甜的小美满》和都市剧《從結婚開始戀愛》而被更多观众认识。2021年，凭古装剧《山河令》里担演男主角饰演鬼谷谷主“温客行”而開始走紅。同年年底于《智族GQ年度人物盛典》获颁“年度人气演员”奖项。 2022年凭“温客行”一角获得第六届《金骨朵网络影视盛典》“年度最受欢迎男演员”奖项。

## 早年经历
龚俊成长于成都一个普通家庭, 在高三那年被老师选中而踏上艺考之路，一年之后考上上海东华大学表演系。龚俊大学二年级时经师哥师姐介绍广告工作并兼职平面模特，毕业后在上海的一年继续拍摄广告，因为外形优势和够拼，他很快成了上海广告圈的“广告小王子”。但因为意识到这并不是自己想要的作为演员的理想状态，便决定离开上海前往北京寻找机会。

## 演艺经历

### 入行早期
2015年，龚俊参演的第一部电视剧是古装网络剧《刀剑缭乱》。2016年他参演了两部电影, 分别是都市冒险喜剧电影《囧日之东京大冒险》和首次担任男主角的科幻悬疑网络电影《异生探》。2016至2019年，龚俊相继主演了多部网络电视剧, 包括《盛势》、《醉玲珑》、《指尖少年》、《而你刚好发光》、《绝世千金》和《看见味道的你》、《致我们甜甜的小美满》、《绝世千金完结篇》。除了影视作品外, 他于2017年首次参与综艺录制 -湖南卫视少儿成长体验真人秀《萌师驾到》。2019年龚俊首次参与电影中文配音, 为中国内地上映的法国奇幻冒险动画电影《虫林大作战》中的主角“流浪艺术家小蟋蟀阿波罗”献声中文配音。这部作品是他第一次用纯声音去塑造形象，表达人物性格。因呈现了活泼可爱又机智勇敢的阿波罗形象而收获一致好评。
龚俊出道以来接連主演多部戏的男主角, 2020年播出的三部作品《致我们甜甜的小美满》饰演高冷学霸、《从结婚开始恋爱》饰演暖心外科医生、和《绝世千金完结篇》饰演傲娇王爷都叫好叫座。

### 上升期
2021年2月, 龚俊主演的古装武侠剧《山河令》在优酷视频热播, 他在剧中饰演“温客行”一角大受欢迎而开始走红。他穿过的一套红色戏服在《山河令》服装道具拍卖中被粉丝以人民币22.46万元拍下。其人气让龚俊获得《智族GQ年度人物盛典MEN OF THE YEAR》“年度人气演员”、《2021搜狐时尚盛典进取之夜》“年度风尚人物” 、以及第六届《金骨朵网络影视盛典》“年度最受欢迎男演员”。  他之前拍摄的所有库存剧《你好，火焰蓝》、《指尖少年》、《而你刚好发光》亦在同年全部相继播完。
从2021年至今, 龚俊演出了不同类型的题材和角色, 例如爱情悬疑剧《沉睡花园》饰演资深的心理咨询师、古装剧《安乐传》饰演隐忍坚毅的大靖太子、都市职场剧《我要逆风去》饰演投资人、古装仙侠剧《狐妖小红娘月红篇》饰演潇洒不羁但兼济天下的人族少年、当代涉案剧《風過留痕》饰演刑警、法制题材剧《我们与法庭的距离》饰演法官、古装武侠剧《暗河传》饰演少年剑客。龚俊作为新生代艺人中璀璨之星, 随着《安乐传》、《沉睡花园》等一系列热剧的播出成为最受关注的青年男演员之一 。其中在《狐妖小红娘月红篇》中他的灵动、活泼的演技大受赞誉 。
成名后的他得到各电视台和各类晚会的邀请做表演嘉宾, 包括《乘风破浪的姐姐 (第二季)》、中央广播电视总台《奋斗正青春-2021年五四青年节特别节目》、担任第三届中国网络电影周形象大使、湖南卫视跨年晚会2021 及 2022、 东方卫视春节联欢晚会2022 及2023、 中国文学艺术界主办的《百花迎春》晚会、央视元宵晚会、中央电视台音乐频道CCTV-15主办的《全球中文音乐榜上榜》开播盛典、北京台春节联欢晚会、中国网络视听年度盛典等。
除了拍戏之外, 龚俊也参加综艺节目和公益短片录制, 包括经营体验节目《中餐厅》第五季、电竞类真人秀《战至巔峰》、励志体验类真人秀《极限挑战》第八季、第九季、第十季，由新華社快看与世界时装之苑ELLE联合出品龔俊實地參與和旁白的公益短片的"微风里，益同行”系列公益短片第一集《高山植物守护者》。
龚俊有“人间百灵鸟” 之称, 他多次为电视剧演唱歌曲, 其中《你好，火焰蓝》的插曲《Sweet》被上传到了音乐平台上，曾引起了不少网友的关注。2022至2023年, 他一共发行了七首单曲包括《恭喜发财》、《春意福盈》、《青年说》、《小小的肩膀》、《有理想更青春》、《追风破浪》、《明天晴空万里》。
2023年2月21日上海杜莎夫人蜡像馆官宣龚俊为上海杜莎中国时尚新势力E-Fashion专区首位新入驻的青年演员。同年3月4日上海杜莎夫人蜡像馆正式揭幕龚俊的蜡像, 成为2023年首位入驻名人蜡像。

## 主要獎項
2021年11月16日, 龚俊受邀出席于海南举行的《智族GQ年度人物盛典MEN OF THE YEAR》并获得“年度人气演员" 奖项。同年12月21日他受邀出席《2021搜狐时尚盛典进取之夜》并荣获“年度风尚人物”奖项。同年12月，凭电视剧《你好，火焰蓝》里的“霍言”一角获得《第6届微博电视剧大赏》“年度都市类男性角色第一”。
2022年1月5日，龚俊受邀出席由男性传媒品牌時尚先生举办的《時尚先生25周年GENTLE GALA先生之夜》并获得“年度商业价值艺人”奖项。同年6月28日，凭“温客行”一角获得第六届《金骨朵网络影视盛典》“年度最受欢迎男演员”。同年12月，凭电视剧《沉睡花园》里的“林深”一角获得《第7届微博电视剧大赏》“年度都市类男性角色第一”。
2023年1月，龚俊获得《华语音乐打歌中心2022年度音乐报告》“年度全媒体推荐男歌手”奖。同年3月25日, 他受邀出席《2022微博之夜》荣获“微博年度瞩目演员” 奖项。 同年5月30日，他受邀出席2023 BAZAAR ICONS时尚芭莎年度派对并获得“年度人气ICON”奖。同年12月17日，获得《2023腾讯视频星光大赏》“年度号召力艺人”奖项。
2024年3月28日，龚俊获颁由上海广播电视台东方卫视中心主办的《剧耀东方·2024电视剧品质盛典》“年度品质号召力剧星”奖。

## 公益活动
龔俊一直熱衷於各種公益事業，卻沒有以自己的名字來命名而是以其粉絲“俊味仙”來命名，讓粉絲們非常感動，也以他為榜樣，同樣做了很多公益。2019年，以龚俊生日命名的图书作品《1129》所获得的全部收益都捐赠给慈善机构，支持公益事业发展。2021年7月，龚俊领衔29位艺人一起合唱致敬河南灾区抗洪抢险英雄的首支歌曲《坚信爱会赢》，并以粉丝“俊味仙”的名义为河南水灾进行捐款。2022年四月，经龚俊粉丝后援会证实，龚俊以粉丝的名义为其母校东华大学捐赠了防疫及生活物资。同年9月，龚俊以公司名义向四川泸定地震抗震救灾进行了捐款。
2023年4月，龚俊于第54个世界地球日，腾讯公益所发起的“一起种地球”小红花日，呼吁大家参与环保挑战，重视守护地球环境和珍爱地球生物。龚俊也曾为四川省某县3所农村小学捐赠厨房设备，为孩子们改善饮食问题。同年10月，龚俊作为VOGUE+客座编辑，与四位中国青年设计师合作，和VOGUE+联名推出了公益性质胶囊系列服饰，由龚俊亲自穿着拍摄封面故事。该系列服饰上的部分图案和设计灵感来自北京星星雨教育研究所孤独症儿童画作，部分销售所得捐赠星星雨专项基金，用于支持孤独症群体公益项目。
2024年12月28日，人民交通宣布龚俊正式出任“人民交通春运公益宣传大使”，助力增强公众交通安全意识。

## 广告代言
龚俊由大学时期开始拍摄不同范畴的宣传广告, 包括服装, 食物, 汽车, 油漆, 婚纱摄影等。2021年出演《山河令》温客行一角人气急升, 大半年内共接了近30个品牌代言,包括服装鞋履361度和 回力，食物饮料肯德基、 娃哈哈营养快线、 植选燕麦奶、 善存益生菌、 沃隆坚果、 徐福记、 蒙牛绿色心情、 BearKoKo、雀巢咖啡和雪花啤酒 ，皮肤头发护理及化妆品巴黎欧莱雅、 馥蕾诗、法国希思黎睿秀护发、YA -MAN 雅萌美容仪、3CE和TANGLE TEEZER ，汽车上汽集团荣威 ，日常生活用品乐扣乐扣、当妮和野兽派，手机及应用程式荣耀50和60系列、百度APP，电子游戏天谕手游和梦幻西游 ，以及高奢品牌路易威登和蒂芙尼Tiffany & Co.。 
2022年至今, 龚俊陆续代言多项新品牌, 包括个人护理品牌舒膚佳、高露洁、Deeyeo 德佑、L'Occitane欧舒丹、Roye若也 , 服饰类木九十 MUJOSH、HOGAN、 RARE、 NET-A-PORTER、GXG、Tissot天梭、PRSR帕莎眼镜、Messika梅西卡，美妆品牌Charlotte Tilbury全球彩妆、Za姬芮、珂拉琪Colorkey, 饮料类康师傅茉莉清茶和蒙牛真果粒。其中手机品牌荣耀更连续代言了四代至80系列。
2022年1月，龚俊在男性传媒品牌时尚先生举办的《时尚先生25周年GENTLE GALA先生之夜》获得“年度商业价值艺人”奖项。同年10月, HOGAN邀请全球代言人龚俊作为首席设计师, 推出"HOGAN × 龚俊" 环保联名特别款鞋履, 把龚俊的画作“小狗”图案画在其上。
龚俊作为巴黎欧莱雅品牌代言人，于2023年至2025年连续三年受邀出席第76屆至第78屆戛纳电影节，并在首次亮相戛纳红毯时, 穿上由国际知名华裔时装设计师吴季刚首个男装特别定制设计。2023年10月, 龚俊出席巴黎欧莱雅巴黎时装周LE DEFILE大秀，以中国区代表身份在全球男性艺人中压轴亮相埃菲尔铁塔国际T台走秀。
2025年4月, 龚俊出任宝骏全球品牌代言人，还以宝骏享境全球首位车主的身份出席上海车展发布会。

## 写真、杂志
2018年，26岁的龚俊出版了第一本个人图文写真《1129》，全书贯彻他在2015年到2018年之间演过的七个角色，不同时期的感悟都被具象记载。这本写真是在11月29日龚俊的生日当天正式发行，他通过这本书向读者分享了个人所思所想所悟以及在人生旅途中悄然成长的过程。他在书中也为“人生”打了两个比方——“漫长的旅行”和“精彩的电影”，这也像是他选择的演员这条路的概括，有跌宕起伏，有沿途风景，有未知的选择，更有探索和前行的意义。他将发售写真的全部收益捐赠给了慈善机构助力公益事业。
龚俊因时尚表现力出色而获得了各大时尚杂志的青睐，已集齐了中国五大主流杂志男刊满贯。自2022 年11月开始, 他更连续14个月登上时尚大刊封面。

## 影视作品

### 电视剧
| 首播年份 | 剧名                     | 角色     | 播映频道         |
| 2016年   | 《刀剑缭乱》             | 辟闾     | 爱奇艺           |
| 2017年   | 《醉玲珑》               | 元澈     | 东方卫视         |
| 2017年   | 《醉玲珑番外之玲珑醉梦》 | 元澈     | 优酷             |
| 2018年   | 《盛势》                 | 夏耀     | 漫放app          |
| 2019年   | 《绝世千金》             | 钟无寐   | 爱奇艺           |
| 2019年   | 《绝世千金第二季》       | 钟无寐   | 爱奇艺           |
| 2019年   | 《看见味道的你》         | 陆微寻   | 爱奇艺           |
| 2020年   | 《致我们甜甜的小美满》   | 赵泛舟   | 腾讯视频         |
| 2020年   | 《从结婚开始恋爱》       | 凌睿     | 芒果TV           |
| 2020年   | 《绝世千金完结篇》       | 钟无寐   | 优酷             |
| 2021年   | 《舒克與桃花》第12集     | 小騙子   | 芒果TV           |
| 2021年   | 《山河令》               | 温客行   | 优酷             |
| 2021年   | 《指尖少年》             | 任一侠   | 芒果TV           |
| 2021年   | 《你好，火焰蓝》         | 霍言     | 优酷             |
| 2021年   | 《而你剛好發光》         | 方岩     | 腾讯视频         |
| 2021年   | 《沉睡花园》             | 林深     | 湖南卫视，芒果TV |
| 2023年   | 《安乐传》               | 韩烨     | 优酷             |
| 2023年   | 《我要逆风去》           | 徐斯     | 东方卫视，爱奇艺 |
| 2024年   | 《狐妖小红娘月红篇》     | 东方月初 | 爱奇艺           |
| 待播出   | 《风过留痕》             | 葉謙     | 腾讯视频         |
| 待播出   | 《我们与法庭的距离》     | 沈謝秩   | 腾讯视频         |
| 待播出   | 《暗河傳》               | 蘇暮雨   | 优酷             |

### 电影 / 微电影
| 上映年份 | 电影名称                            | 角色   | 备注                           | 参考来源 |
| 2016年   | 《囧日之东京大冒险》                | VK     | 不適用                         | [ 9 ]    |
| 2017年   | 《异生探》                          | 翼生   | 不適用                         | [ 10 ]   |
| 2019年   | 《虫林大作战》                      | 阿波罗 | 中文版配音                     | [ 12 ]   |
| 2022年   | 《非你茉属》                        | 漫画家 | 康师傅茉莉茶520微电影          | [ 133 ]  |
| 2022年   | 《你好，你好》                      | AI     | VOGUE Film 微电影 与赵丽颖搭档 | [ 134 ]  |
| 2023年   | 《狂怒沙暴》 （英语：Hidden Strike) | 海明   | 中美合拍动作喜剧片             | [ 135 ]  |

### 固定綜藝节目
| 年份   | 日期             | 節目名稱              | 備註                           | 播映频道            | 参考来源 |
| 2018年 | 12月26日         | 《为爱下厨》          | 烹饪主题公益节目               | 腾讯视频            | [ 136 ]  |
| 2020年 | 11月6日          | 《从长江的尽头回家》  | 公益文化纪实类真人秀           | 江苏卫视            | [ 137 ]  |
| 2021年 | 7月30日至8月20日 | 《中餐厅》第五季      | 经营体验节目青春合夥人         | 湖南卫视            | [ 40 ]   |
| 2022年 | 6月11日至8月29日 | 《战至巅峰》          | 电竞实战类真人秀固定嘉賓       | 腾讯视频            | [ 41 ]   |
| 2022年 | 6月26日至7月25日 | 《极限挑战》第八季    | 励志体验类真人秀固定嘉賓       | 东方卫视            | [ 42 ]   |
| 2022年 | 9月27日          | 《高山植物守护者》    | “微风里益同行”公益系列短片     | 新华社快看 官微视频 | [ 45 ]   |
| 2023年 | 4月16日至5月21日 | 《极限挑战》第九季    | 励志体验类真人秀固定嘉宾       | 东方卫视            | [ 138 ]  |
| 2024年 | 4月21日至6月9日  | 《极限挑战》第十季    | 励志体验类真人秀固定嘉宾       | 东方卫视            | [ 139 ]  |
| 2025年 | 7月27日起        | 地球超新鲜            | 跨国旅行探索真人秀固定嘉宾     | 腾讯视频            | [ 140 ]  |
| 2025年 | 8月16日起        | 《花儿与少年.同心季》 | 明星姐弟自助远行真人秀固定嘉宾 | 湖南卫视、芒果TV    |          |

### 大型晚会
| 年份   | 日期          | 晚会名稱                                  | 備註                                                             | 播映频道                                 | 参考来源 |
| 2021年 | 2月12日       | 《百花迎春》晚会                          | 与宋祖儿、白鹿、谷嘉诚合唱歌曲 《我和2035有个约》                | 东方卫视                                 | [ 141 ]  |
| 2021年 | 5月4日        | 五四青年节特别节目 《奋斗正青春》         | 与唐艺昕、曾舜晞合唱歌曲 《把未来点亮》                          | 央视                                     | [ 29 ]   |
| 2021年 | 12月31日      | 湖南卫视跨年晚会                          | 与信合唱歌曲《黄种人》和表演打鼓                                 | 湖南卫视                                 | [ 31 ]   |
| 2022年 | 2月1日        | 东方卫视春节联欢晚会                      | 演唱歌曲《恭喜发财》                                             | 东方卫视                                 | [ 33 ]   |
| 2022年 | 2月1日        | 《百花迎春》晚会                          | 与李易峰、杜江合唱歌曲 《祖国不会忘记》                          | 河北卫视                                 | [ 35 ]   |
| 2022年 | 2月15日       | 央视元宵晚会                              | 与毛晓彤、杜江、金晨合唱歌曲 《正月十五闹花灯》                  | 央视                                     | [ 36 ]   |
| 2022年 | 4月23日       | 《全球中文音乐榜上榜》 开播盛典           | 演唱歌曲《迎梦而来》和 《把未来点亮》                            | 央视                                     | [ 37 ]   |
| 2022年 | 12月31日      | 湖南卫视跨年晚会                          | 与何炅合唱歌曲《快乐颂》和 《小城夏天》                          | 湖南卫视                                 | [ 32 ]   |
| 2023年 | 1月22日       | 东方卫视春节晚会                          | 变换四套古装演唱歌曲 《刀剑如梦》和表演魔术                      | 东方卫视                                 | [ 142 ]  |
| 2023年 | 1月22日       | 北京台春节联欢晚会                        | 在戏曲节目 《大戏看北京之梦中人》中 演唱歌曲《赤伶》             | 北京卫视                                 | [ 143 ]  |
| 2023年 | 1月24日       | 奋进 . 新征程 - 中国网络视听年度盛典      | 与张云龙合演情景剧《青年志》                                     | 芒果TV                                   | [ 144 ]  |
| 2023年 | 3月25日       | 2022微博之夜                              | 与刘宇宁合唱歌曲《霓虹甜心》                                     | 微博直播                                 | [ 145 ]  |
| 2023年 | 12月31日      | 《梦圆东方·2024东方卫视跨年盛典》         | 演唱歌曲 《明天晴空万里》                                        | 东方卫视                                 | [ 146 ]  |
| 2024年 | 2月10日至14日 | 《百花迎春》 中国文学艺术界2024春节大联欢 | 与屠洪刚、莫华伦 、王子异、罗一舟 共同演绎非遗歌舞 《龙行天下》  | 江苏卫视、东方卫视、湖南卫视、北京卫视等 | [ 147 ]  |
| 2024年 | 12月31日      | 《梦圆东方·2025东方卫视跨年盛典》         | 演唱歌曲《爱的初体验》， 与黄景瑜、贾乃亮合唱歌曲 《Butter-Fly》 | 东方卫视                                 | [ 148 ]  |

## 音乐作品
| 发行年份 | 日期     | 歌曲             | 备注                                                                   |
| 2019年   | 1月28日  | 《但为君故》     | 网络剧《绝世千金》插曲（与郑湫泓合唱）                                 |
| 2020年   | 4月10日  | 《甜甜小美满》   | 网络剧《致我们甜甜的小美满》片头曲（与刘人语合唱）                     |
| 2020年   | 4月15日  | 《有你的青春》   | 网络剧《致我们甜甜的小美满》片尾曲 （与刘人语、杨格、颜丙沂合唱）      |
| 2020年   | 10月29日 | 《习惯你》       | 网络剧《从结婚开始恋爱》插曲（与周雨彤合唱）                           |
| 2021年   | 2月22日  | 《天涯客》       | 網路劇《山河令》片尾曲                                                 |
| 2021年   | 7月6日   | 《滾燙勳章》     | 网络剧《你好，火焰蓝》片头曲 （与庞瀚辰、周彦辰、陆宇鹏、王翌舟合唱）  |
| 2021年   | 7月11日  | 《把未来点亮》   | 收录于献礼音乐专辑《百年》 （与唐艺昕、曾舜晞合唱）                    |
| 2021年   | 7月12日  | 《Sweet》        | 網路剧《你好，火焰蓝》插曲                                             |
| 2021年   | 7月22日  | 《坚信爱会赢》   | 河南抗洪致敬歌曲 领衔29位艺人合唱                                      |
| 2021年   | 8月16日  | 《把未来点亮》   | 收录于献礼音乐专辑《百年》                                             |
| 2022年   | 1月21日  | 《恭喜发财》     | 贺岁单曲                                                               |
| 2022年   | 1月27日  | 《春意福盈》     | 贺岁单曲                                                               |
| 2022年   | 5月4日   | 《青年说》       | 由央视新闻和网易云音乐平台联合发行的单曲                               |
| 2022年   | 10月14日 | 《小小的肩膀》   | “小手牵大手《童唱新时代》” 音乐电视系列活动项目推广歌曲 二十大献礼歌曲 |
| 2022年   | 10月31日 | 《有理想更青春》 | 收录于中共二十大主题音乐专辑《领航新时代》                             |
| 2023年   | 5月4日   | 《追风破浪》     | 新华网五四青年节                                                       |
| 2023年   | 11月6日  | 《这份爱》       | 电视劇《我要逆风去》插曲                                               |
| 2023年   | 11月27日 | 《明天晴空万里》 | 单曲 （与俊味仙合唱）                                                  |